# Solar Energy
Solar Energy ist eine begutachtete wissenschaftliche Fachzeitschrift, die von Elsevier für die International Solar Energy Society herausgegeben wird.
Themenschwerpunkt der Zeitschrift ist die Solarenergie, wobei nicht nur direkte Nutzungsformen wie die Photovoltaik oder die Solarthermie Berücksichtigung finden, sondern auch indirekte Nutzungsformen wie z. B. die Windenergie oder die Bioenergie. Neben ingenieurwissenschaftlichen Forschungsarbeiten werden ebenso Artikel zu Entwicklung, Anwendung, Messtechnik und energiepolitischen Belangen publiziert. Chefredakteur ist Yogi Goswami.
Der Impact Factor lag im Jahr 2020 bei 5,742, der fünfjährige Impact Factor bei 5,619. Damit lag das Journal beim Impact Factor auf Rang 38 von insgesamt 114 wissenschaftlichen Zeitschriften in der Kategorie "Energie und Treibstoffe".